# Reichskommissariat Moskowien
Reichskommissariat Moskowien (dansk: Rigskommissariat Moskovien), også kendt som Reichskommissariat Moskau og Reichskommisariat Russland, var den planlagte nazityske koloni i Sovjetunionen vest for Uralbjergene. Planen blev aldrig realiseret, da tyskerne ikke formåede at besætte områderne.